# Чемпіонат Європи з плавання на короткій воді 2023
Чемпіонат Європи з плавання на короткій воді 2023 пройшов з 5-го по 10-те грудня 2023 року.

## Результати

### Чоловіки
| Дисципліна            | Золото | Золото             | Срібло | Срібло   | Бронза | Бронза           |
| --------------------- | --- | ------------------ | --- | -------- | --- | ---------------- |
| 50 м вільним стилем   | Бенджамін Прауд Велика Британія | 20.18 ER, CR       | Флоран Маноду ФранціяСебастьян Сабо Угорщина | 20.74    | Не нагороджували                                                                                                 | Не нагороджували |
| 100 м вільним стилем  | Максім Груссе Франція | 45.46              | Алессандро Мірессі Італія | 45.51    | Давід Попович Румунія                                                                                            | 46.05            |
| 200 м вільним стилем  | Метью Річардс Велика Британія | 1:41.01            | Джеймс Ґай Велика Британія | 1:41.12  | Данас Рапшис Литва                                                                                               | 1:41.15          |
| 400 м вільним стилем  | Денієл Віффен Ірландія | 3:35.47            | Данас Рапшис Литва | 3:37.80  | Лукас Енвокс Бельгія                                                                                             | 3:37.91          |
| 800 м вільним стилем  | Денієл Віффен Ірландія | 7:20.46 WR, ER, CR | Давід Обрі Франція | 7:30.32  | Михайло Романчук Україна                                                                                         | 7:31.20          |
| 1500 м вільним стилем | Денієл Віффен Ірландія | 14:09.11           | Давід Обрі Франція | 14:21.78 | Михайло Романчук Україна                                                                                         | 14:22.18         |
|                       | |                    | |          | |                  |
| 50 м на спині         | Мевен Томак Франція | 22.84              | Оле Брауншвайґ Німеччина | 23.00    | Лоренцо Мора ІталіяТьєррі Боллін Швейцарія                                                                       | 23.10            |
| 100 м на спині        | Мевен Томак Франція | 49.72              | Йоанн Ндує-Бруар Франція | 49.96    | Лоренцо Мора ІталіяАндрей Унгур Румунія                                                                          | 50.04            |
| 200 м на спині        | Лоренцо Мора Італія | 1:48.43            | Люк Грінбенк Велика Британія | 1:48.53  | Мевен Томак Франція                                                                                              | 1:48.55          |
|                       | |                    | |          | |                  |
| 50 м брасом           | Ніколо Мартіненьї Італія | 25.66              | Сімоне Черасуоло Італія | 25.83    | Емре Сакчи Туреччина                                                                                             | 25.90            |
| 100 м брасом          | Арно Каммінга Нідерланди | 56.52              | Ніколо Мартіненьї Італія | 56.57    | Каспар Корбо Нідерланди                                                                                          | 56.66            |
| 200 м брасом          | Каспар Корбо Нідерланди | 2:02.41            | Антон Свейн Маккі Ісландія | 2:02.74  | Арно Каммінга Нідерланди                                                                                         | 2:03.32          |
|                       | |                    | |          | |                  |
| 50 м батерфляєм       | Ное Понті Швейцарія | 21.79              | Себастьян Сабо Угорщина | 21.96    | Максім Груссе Франція                                                                                            | 22.06            |
| 100 м батерфляєм      | Ное Понті Швейцарія | 48.47 ER, CR       | Максім Груссе Франція | 49.00    | Джейкоб Пітерс Велика Британія                                                                                   | 49.98            |
| 200 м батерфляєм      | Ное Понті Швейцарія | 1:49.71            | Альберто Радзетті Італія | 1:50.10  | Річард Мартон Угорщина                                                                                           | 1:52.12          |
|                       | |                    | |          | |                  |
| 100 м комплексом      | Бернгард Райтсгаммер Австрія | 51.39              | Ное Понті Швейцарія | 51.62    | Андреас Вазайос Греція                                                                                           | 51.91            |
| 200 м комплексом      | Данкан Скотт Велика Британія | 1:50.98            | Альберто Радзетті Італія | 1:53.09  | Данас Рапшис Литва                                                                                               | 1:53.49          |
| 400 м комплексом      | Альберто Радзетті Італія | 3:57.01 CR         | Данкан Скотт Велика Британія | 4:00.17  | Апостолос Папастамос Греція                                                                                      | 4:05.19          |
|                       | |                    | |          | |                  |
| 4×50 м вільним стилем | Велика БританіяБенджамін Прауд (20.56) Метью Річардс (20.50) Александр Кохон (20.99) Льюїс Буррас (20.47) Метью Річардс [b] Данкан Скотт[b] | 1:22.52            | ІталіяЛеонардо Деплано (21.05) Лоренцо Дзадзері (20.50) Томас Чеккон (20.98) Алессандро Мірессі (20.61) Джованні Іццо[b]                                                     | 1:23.14  | ГреціяКрістіан Голомєєв (21.15) Стерджіос Маріос Білас (21.02) Апостолос Хрістоу (20.58) Андреас Вазайос (20.52) | 1:23.27          |
| 4×50 м комплексом     | ІталіяЛоренцо Мора (22.98) Ніколо Мартіненьї (25.32) Томас Чеккон (22.05) Лоренцо Дзадзері (20.43) Федеріко Поджо[b] Джованні Іццо[b]       | 1:30.78            | Велика БританіяОлівер Морган (23.48) Арчі Гудберн (26.20) Джейкоб Пітерс (22.20) Метью Річардс (20.72) Джонатан Адам[b] Арчі Гудберн[b] Едвард Мілдред[b] Александр Кохон[b] | 1:32.60  | НідерландиЄссе Пютс (24.53) Каспар Корбо (25.50) Шейн Нівольд (22.39) Кендзо Сімонс (21.49) Том Де Бур[b]        | 1:33.03          |

a  Плавці, що взяли участь лише в попередніх запливах і одержали медалі.

### Жінки
| Event                 | Золото | Золото   | Срібло | Срібло           | Бронза | Бронза     |
| --------------------- | --- | -------- | --- | ---------------- | --- | ---------- |
| 50 м вільним стилем   | Мішель Колеман Швеція | 23.52    | Беріль Гастальделло Франція | 23.71            | Юліє Кепп Єнсен Данія | 23.89      |
| 100 м вільним стилем  | Беріль Гастальделло Франція | 51.48    | Анна Гопкін Велика Британія | 51.66            | Фрея Андерсон Велика Британія | 52.10      |
| 200 м вільним стилем  | Фрея Андерсон Велика Британія | 1:52.16  | Барбора Сіманова Чехія | 1:52.66          | Фрея Кольберт Велика Британія | 1:54.07    |
| 400 м вільним стилем  | Сімона Квадарелла Італія | 3:59.50  | Анастасія Кирпичникова Франція | 3:59.56          | Валентін Дюмон Бельгія | 4:00.84    |
| 800 м вільним стилем  | Анастасія Кирпичникова Франція | 8:08.48  | Сімона Квадарелла Італія | 8:14.83          | Айна Кешей Угорщина | 8:18.73    |
| 1500 м вільним стилем | Анастасія Кирпичникова Франція | 15:20.12 | Сімона Квадарелла Італія | 15:37.05         | Айна Кешей Угорщина | 15:51.34   |
|                       | |          | |                  | |            |
| 50 м на спині         | Кіра Туссен Нідерланди | 25.82    | Луїс Ганссон Швеція | 26.23            | Аналія Пігре Франція | 26.28      |
| 100 м на спині        | Кіра Туссен Нідерланди | 55.88    | Меді Гарріс Велика Британія | 56.81            | Мері-Ембр Мулу Франція | 57.10      |
| 200 м на спині        | Меді Гарріс Велика Британія | 2:02.45  | Кеті Шенаген Велика Британія | 2:03.22          | Полін Майє Франція | 2:03.90    |
|                       | |          | |                  | |            |
| 50 м брасом           | Бенедетта Пілато Італія | 28.86 CR | Енелі Єфімова Естонія | 29.12            | Жасмін Ночентіні ІталіяІмоджен Кларк Велика Британія                                                                                                   | 29.41      |
| 100 м брасом          | Енелі Єфімова Естонія | 1:03.21  | Бенедетта Пілато Італія | 1:03.76          | Тес Схаутен Нідерланди | 1:04.04    |
| 200 м брасом          | Тес Схаутен Нідерланди | 2:16.09  | Теа Бломстерберг Данія | 2:19.54          | Крістина Горська Чехія | 2:19.63    |
|                       | |          | |                  | |            |
| 50 м батерфляєм       | Анна Нтунтунакі ГреціяТесса Ґіеле Нідерланди                                                                                                   | 25.10    | Не нагороджували | Не нагороджували | Сара Юневік Швеція | 25.16      |
| 100 м батерфляєм      | Луїс Ганссон Швеція | 55.37    | Анґеліна Келер Німеччина | 55.50            | Анна Нтунтунакі Греція | 55.98      |
| 200 м батерфляєм      | Анґеліна Келер Німеччина | 2:03.30  | Гелена Росендаль Бах Данія | 2:03.86          | Лана Пудар Боснія і Герцеговина | 2:04.55 EJ |
|                       | |          | |                  | |            |
| 100 м комплексом      | Шарлотт Бонне Франція | 57.47    | Беріль Гастальделло Франція | 57.67            | Луїс Ганссон Швеція | 58.33      |
| 200 м комплексом      | Еббі Вуд Велика Британія | 2:05.58  | Шарлотт Бонне Франція | 2:06.58          | Лена Кройндль Австрія | 2:06.89    |
| 400 м комплексом      | Еббі Вуд Велика Британія | 4:27.45  | Фрейя Кольбер Велика Британія | 4:29.04          | Еллен Волш Ірландія | 4:29.64    |
|                       | |          | |                  | |            |
| 4×50 м вільним стилем | ШвеціяСара Юневік (24.31) Мішель Колеман (23.29) Луїс Ганссон (23.95) Софія Остедт (24.05) Клара Тормальм[b] Ханна Бергман[b]                  | 1:35.60  | ІталіяСільвія ді П'єтро (24.39) Констанца Коккончеллі (24.21) К'яра Тарантіно (24.20) Сара Куртіс (24.12)                          | 1:36.92          | Велика БританіяАнна Гопкін (23.97) Фрея Андерсон (26.97) Люсі Гоуп (24.49) Меді Гарріс (24.50)                                                         | 1:37.19    |
| 4×50 м комплексом     | ШвеціяЛуїс Ганссон (26.47) Софі Ханссон (28.96) Сара Юневік (24.76) Мішель Колеман (23.07) Клара Тормальм[b] Еммі Хеллквіст[b] Софія Остедт[b] | 1:43.26  | ІталіяКонстанца Коккончеллі (26.87) Бенедетта Пілато (28.75) Сільвія ді П'єтро (25.19) Жасмін Ночентіні (23.16) Антіта Боттаццо[b] | 1:43.97          | Велика БританіяКетлін Доусон (26.97) Імоджен Кларк (28.66) Кіанна Макіннес (25.69) Анна Гопкін (23.35) Кара Хенлон[b] Лора Стівенс[b] Фрея Андерсон[b] | 1:44.67    |

b  Плавчині, що взяли участь лише в попередніх запливах і одержали медалі.

### Змішані
| Event                 | Золото | Золото     | Срібло | Срібло  | Бронза | Бронза  |
| --------------------- | --- | ---------- | --- | ------- | --- | ------- |
| 4×50 м вільним стилем | Велика БританіяБенджамін Прауд (20.39) Льюїс Буррас (20.69) Анна Гопкін (22.95) Фрея Андерсон (23.72) Александр Кохон [b] Люсі Гоуп[b]      | 1:27.75 CR | ІталіяАлессандро Мірессі (20.87) Лоренцо Дзадзері (20.48) Жасмін Ночентіні (23.39) Сільвія ді П'єтро (23.54) Леонардо Деплано[b] Джованні Іццо[b] Сара Куртіс[b] | 1:28.28 | ФранціяМаксім Груссе (21.04) Флоран Маноду (20.50) Шарлотт Бонне (23.54) Беріль Гастальделло (23.27) Станіслас Гюйє[c] Аналія Пігре[c] Полін Майє[c] | 1:28.35 |
| 4×50 м комплексом     | ІталіяЛоренцо Мора (23.01) Ніколо Мартіненьї (24.87) Сільвія ді П'єтро (25.32) Жасмін Ночентіні (23.38) Маттео Ріволта[b] Федеріко Поджо[b] | 1:36.58    | ФранціяМевен Томак (22.83) Флоран Маноду (25.70) Беріль Гастальделло (24.92) Шарлотт Бонне (23.69) Станіслас Гюйє[c] Мері-Ембр Мулу[c] Аналія Пігре[c]           | 1:37.14 | НідерландиКіра Туссен (26.17) Каспар Корбо (25.83) Тесса Ґіеле (25.30) Кендзо Сімонс (20.56) Арно Каммінга[c] Шейн Нівольд[c] Валері ван Рон[c]      | 1:37.86 |

c  Плавці, що взяли участь лише в попередніх запливах і одержали медалі.

## Виступ українських спортсменів
Спортсменів — 6
Чоловіки
| Спортсмен | Дисципліна                      | Попередній заплив               | Попередній заплив | Півфінал        | Півфінал        | Фінал                           | Фінал           |
| Спортсмен | Дисципліна                      | Час                             | Місце             | Час             | Місце           | Час                             | Місце           |
| --- | ------------------------------- | ------------------------------- | ----------------- | --------------- | --------------- | ------------------------------- | --------------- |
| Владислав Бухов Київ | 50 м вільним стилем             | 21.24                           | 6 Q               | 21.16           | 8 Q             | 21.16                           | 8               |
| Владислав Бухов Київ | 100 м вільним стилем            | DNS                             | DNS               | DNS             | DNS             | DNS                             | DNS             |
| Владислав Бухов Київ | 50 м батерфляєм                 | DNS                             | DNS               | DNS             | DNS             | DNS                             | DNS             |
| Михайло Романчук Хмельницька область | 800 м вільним стилем            | 7:33.41                         | 2 Q               | Н/Д             | Н/Д             | 7:31.20                         | 3               |
| Михайло Романчук Хмельницька область | 1500 м вільним стилем           | 14:39.24                        | 6 Q               | Н/Д             | Н/Д             | 14:22.18                        | 3               |
| Денис Кесіль Дніпропетровська область | 50 м батерфляєм                 | 24.09                           | 35                | Завершив виступ | Завершив виступ | Завершив виступ                 | Завершив виступ |
| Денис Кесіль Дніпропетровська область | 100 м батерфляєм                | 52.67                           | 22                | Завершив виступ | Завершив виступ | Завершив виступ                 | Завершив виступ |
| Денис Кесіль Дніпропетровська область | 200 м батерфляєм                | 1:56.88                         | 12 Q              | 1:54.89         | 11              | Завершив виступ                 | Завершив виступ |
| Вадим Науменко Одеська область | 100 м батерфляєм                | 53.13                           | 25                | Завершив виступ | Завершив виступ | Завершив виступ                 | Завершив виступ |
| Вадим Науменко Одеська область | 100 метрів комплексом           | 53.50                           | 11 Q              | 53.54           | 10              | Завершив виступ                 | Завершив виступ |
| Вадим Науменко Одеська область | 200 метрів комплексом           | 1:56.14                         | 7 Q               | 1:56.12         | 8 Q             | 1:55.59                         | 7               |
| Максим Овчінніков Запорізька область | 50 м брасом                     | 27.44                           | 23                | Завершив виступ | Завершив виступ | Завершив виступ                 | Завершив виступ |
| Максим Овчінніков Запорізька область | 100 м брасом                    | 58.44                           | 14 Q              | 58.18           | 11              | Завершив виступ                 | Завершив виступ |
| Максим Овчінніков Запорізька область | 200 м брасом                    | 2:05.85                         | 4 Q               | 2:05.53         | 5 Q             | 2:05.79                         | 6               |
| Олександр Желтяков Дніпропетровська область | 50 метрів на спині              | 24.15                           | 20                | Завершив виступ | Завершив виступ | Завершив виступ                 | Завершив виступ |
| Олександр Желтяков Дніпропетровська область | 100 метрів на спині             | 52.66                           | 24                | Завершив виступ | Завершив виступ | Завершив виступ                 | Завершив виступ |
| Олександр Желтяков Дніпропетровська область | 200 метрів на спині             | 1:54.93                         | 16 Q              | 1:51.10         | 6 Q             | 1:50.25                         | 4               |
| Олександр Желтяков Дніпропетровська областьМаксим Овчінніков Запорізька областьВадим Науменко Одеська область→ Денис Кесіль Дніпропетровська областьВладислав Бухов Київ | естафета 4x50 метрів комплексом | 1:35.11 23.98 26.46 23.51 21.16 | 6 Q               | Н/Д             | Н/Д             | 1:34.82 24.02 26.55 23.48 20.77 | 7               |